# 丹丹乌里克遗址
丹丹乌里克遗址（英語：或，古时称杰谢）是位于新疆维吾尔自治区和田地区策勒县的一处南北朝时代至唐代的古遗址。

## 地理信息
丹丹乌里克遗址位于新疆维吾尔自治区和田地区策勒县塔克拉玛干沙漠腹地。县城往北约90000米，和田河向东60千米左右，克里雅河向西大概35千米。海拔高度约为1243至1258米。

## 遗迹介绍

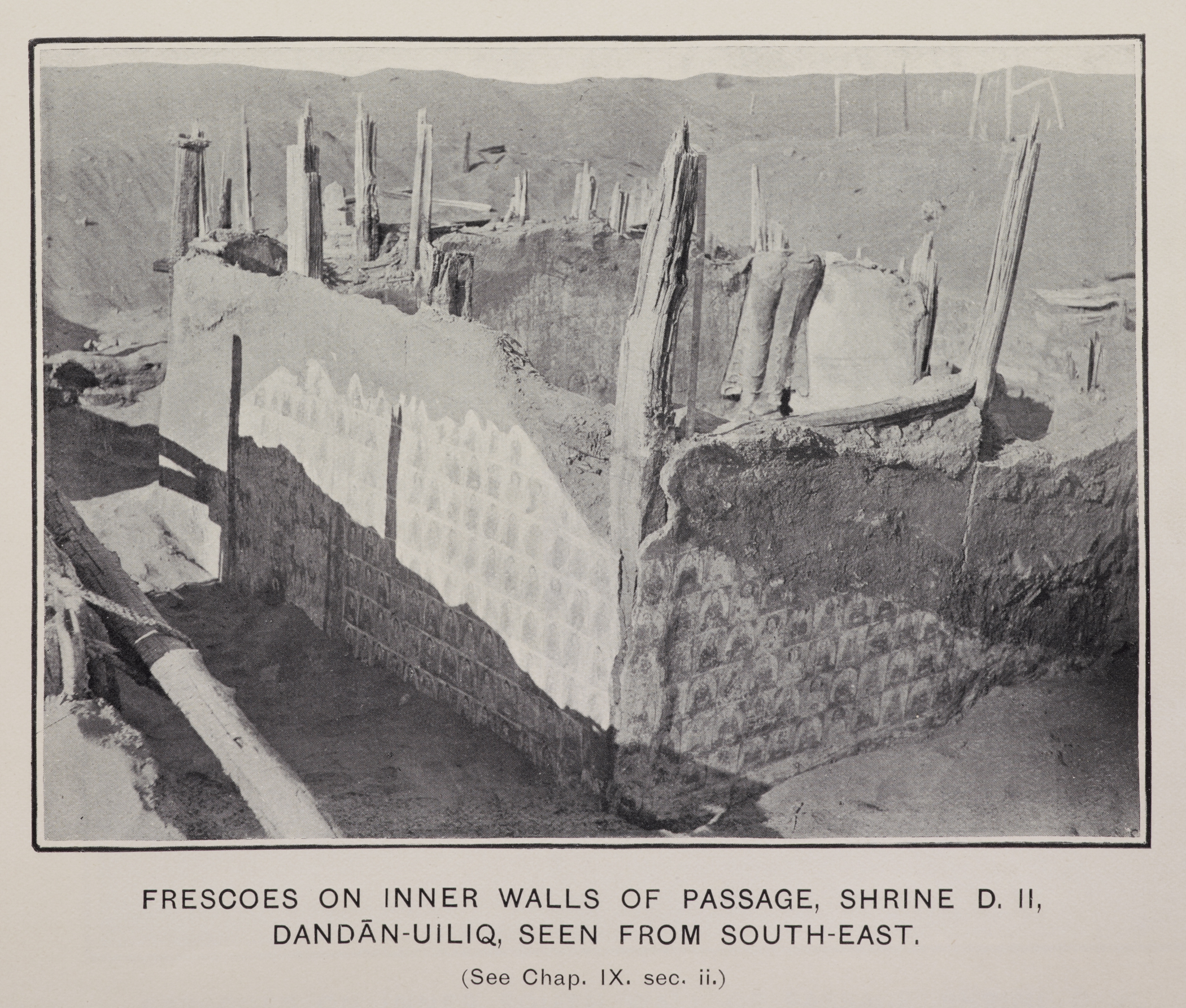
丹丹乌里克遗址样貌（1）

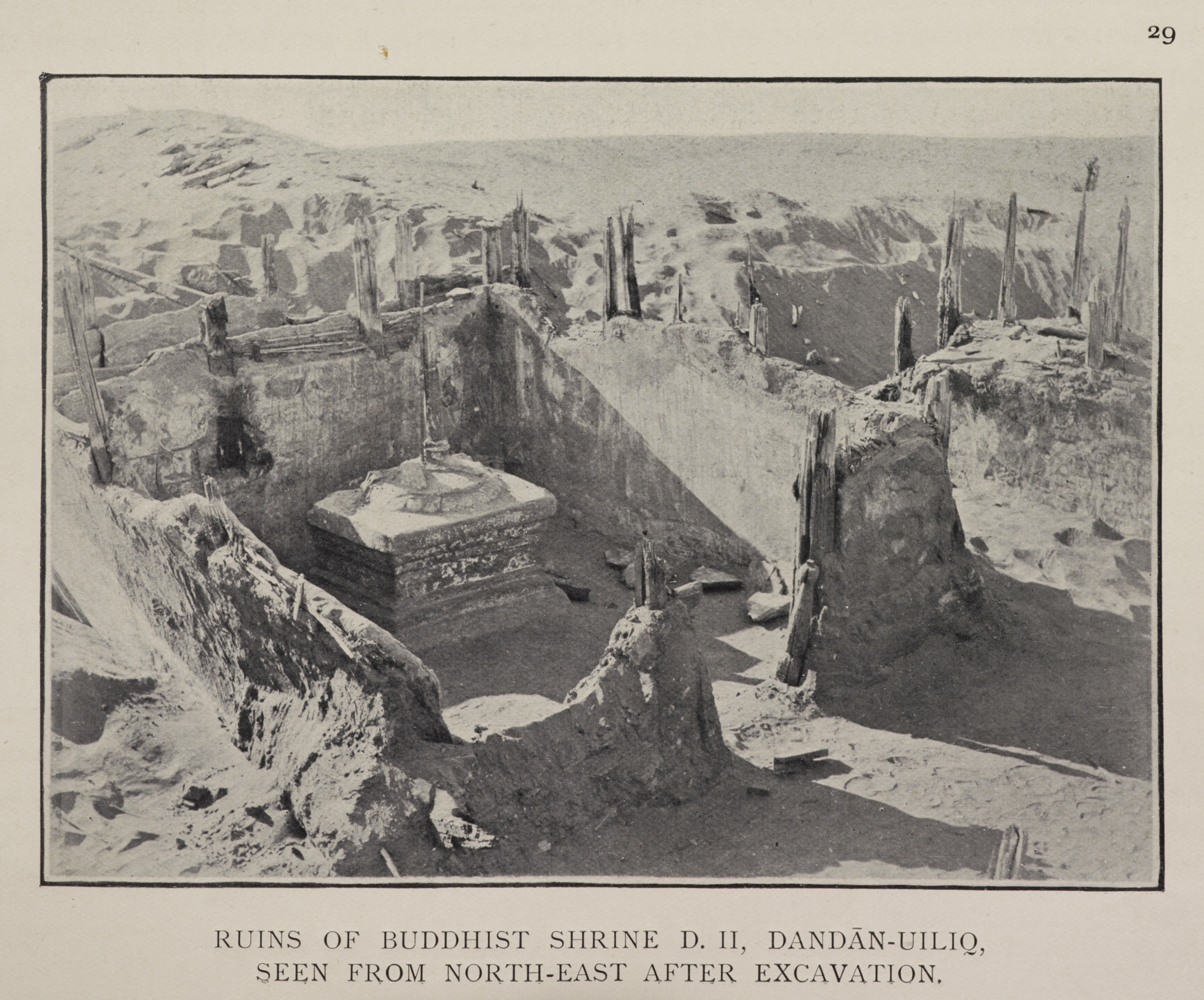
丹丹乌里克遗址样貌（2）

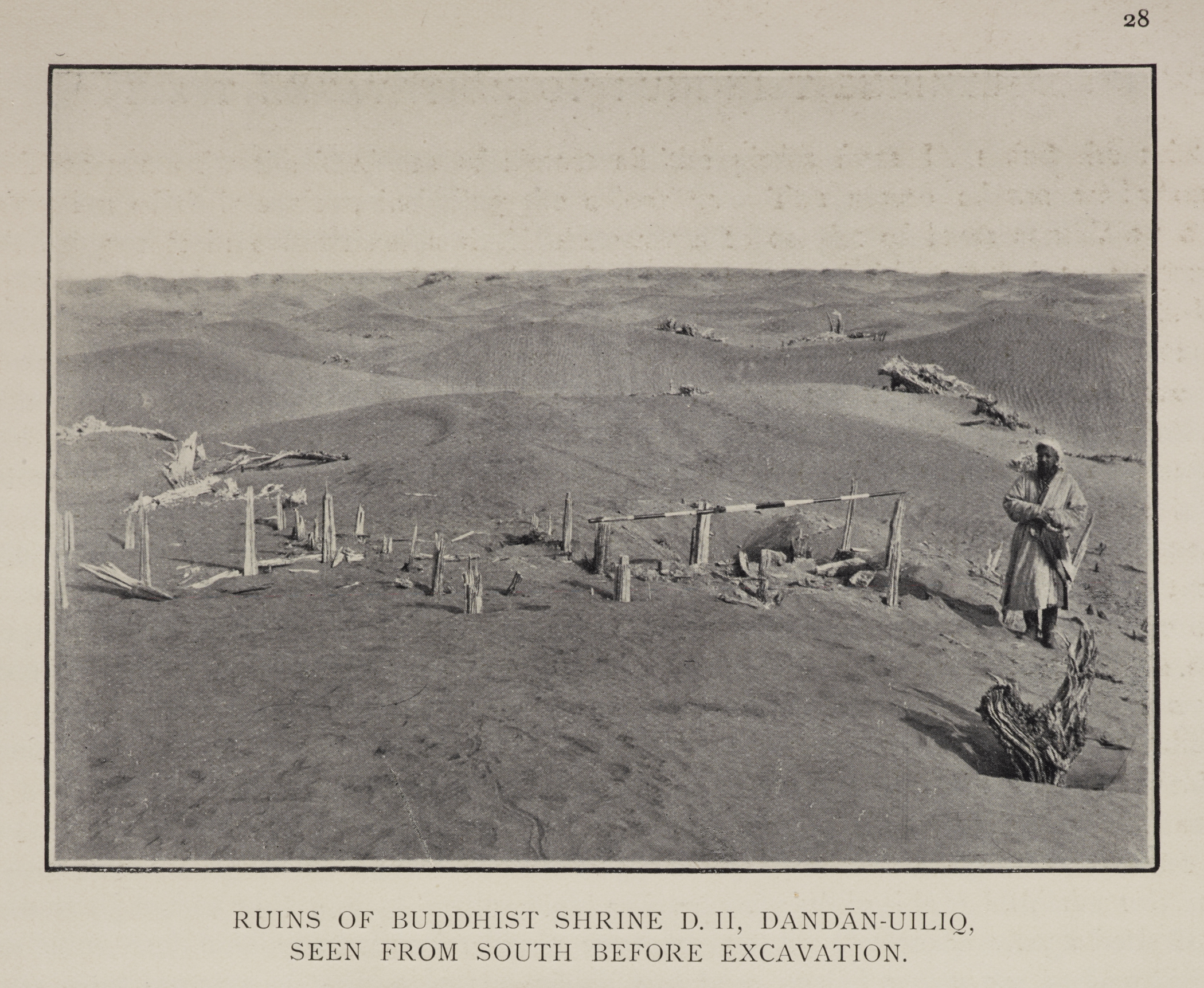
丹丹乌里克遗址样貌（3）

南北长1000米左右，东西长 2000米左右的面积为20平方千米的遗址包括以胡杨木和红柳条以及灰泥、芦苇所建造的房屋遗址或遗迹30处、佛寺15处、烧窑11处、果园10处、炼炉2处、圆城、高土台、桑田、篱笆各1处。

### 历史
丹丹乌里克基本确定为唐代于阗国杰谢镇（闐語：Gaysāta）。斯坦因认为遗址应存在于约公元8世纪。而后对遗迹建筑进行碳十四定年法，认为其年代为公元410年-870年。对遗址壁画分析认为上限为7世纪晚期。丹丹乌里克后来可能因为克里雅河改道，希吾勒河的水量减少等原因而被放弃。

### 历史考察
历史上曾有多国对丹丹乌里克进行过多次考察。1896年，斯文·赫定第一次对丹丹乌里克进行考察。1900年12月至1901年1月，斯坦因对丹丹乌里克进行了详细的考察并将大量文物送往英国。1927年，德国慕尼黑大学的特林克勒对此地进行考察。新疆文物考古研究所的张铁男等人于1996年、新疆考古研究所的肖小勇等于1997年对此进行考察。1998年，瑞士人Christoph Baumer对此地进行“私自发掘”。2001年，中国科学院、中国社会科学院、新疆维吾尔族自治区政府、国家文物局和北京电视台联合举行“世纪穿越”科考活动。2002年、2004年、2005年、2006年以及2007年中日共同丹丹乌里克遗址学术考察队对此地进行考察。

### 出土文物

#### 犹太-波斯文信件

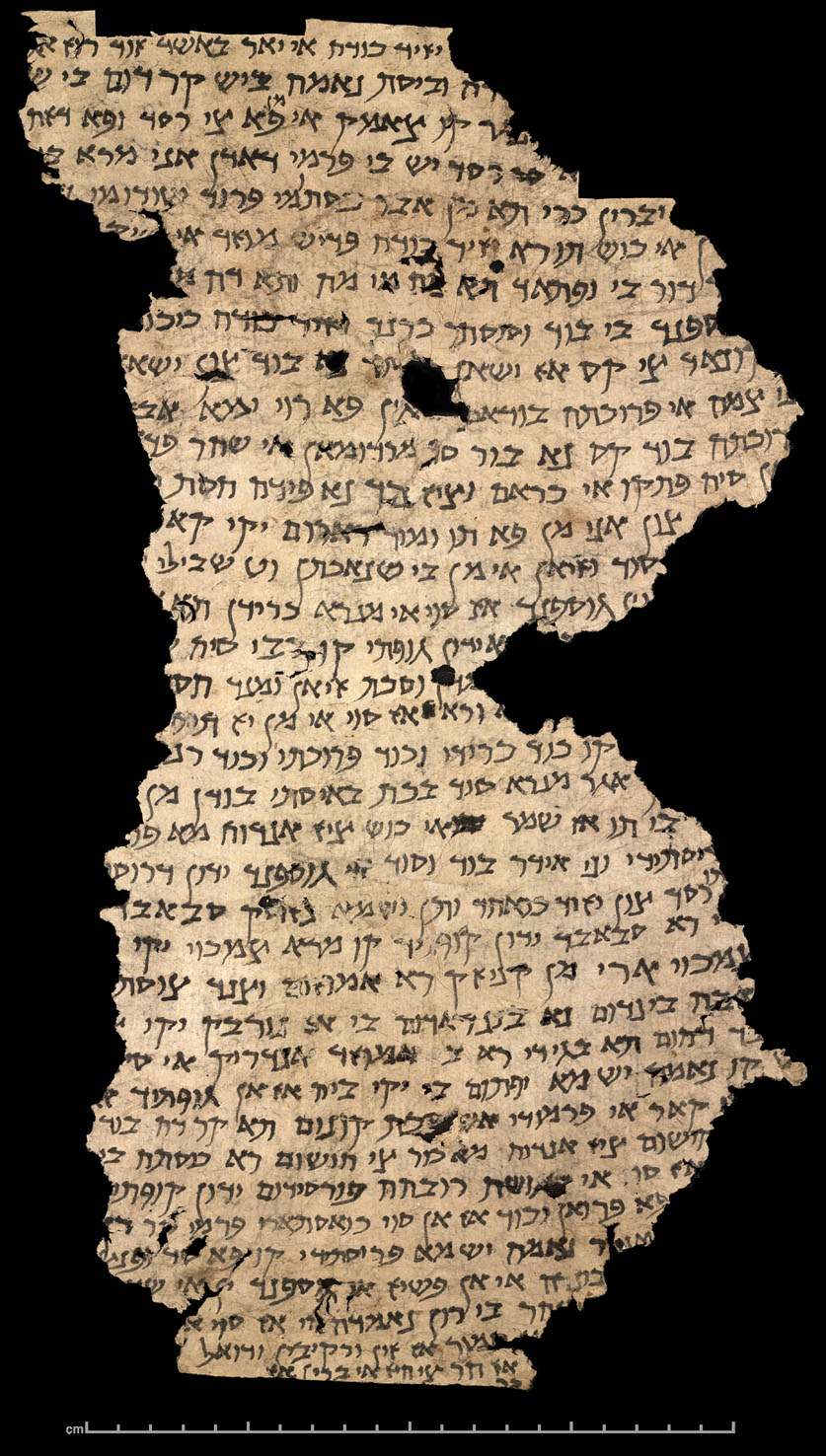
丹丹乌里克犹太-波斯文信件

1900至1901年斯坦因考察出土并翻译的犹太-波斯文信件。1903年，由东方学家Margoliouth进行了解读并确认其年代大约在公元718年左右。该信件是一位犹太商人与雇主的信件之一，信件内容讲述了绵羊的交易，对酬劳的不满以及对一位女孩进行的教育。此信件是截止2016年以前，最早的犹太人在中国深入至杰谢（即丹丹乌里克）乃至媲么进行贸易活动的记载。现藏于大英博物馆。

#### 传丝公主木板画
同是斯坦因考察出土的传丝公主木板画，被其认为是出土保存最完好、最清晰的木板画之一。讲述的是唐玄奘《大唐西域记》“蚕种传入瞿萨旦那国”的故事。现藏于大英博物馆。
|                                           | 昔者，在国未知桑蚕，闻东国有之，命使以求。时东国君秘而不赐，严敕关防，无令桑蚕种出也。瞿萨旦那王乃卑辞下礼，求婚东国。国君有怀远之志，遂允其请。瞿萨旦那王命使迎妇，而诫曰：“尔致辞东国君女，我国素无丝绵桑蚕之种，可以持来，自为裳服。”女闻其言，密求其种，以桑蚕之子置帽絮中，既至关防，主者遍索。唯王女帽不敢以检。遂入瞿萨旦那国。 |
| ——玄奘，瞿萨旦那国 麻射僧伽蓝及蚕种之传入 | |

然而中国考古学家阎文儒等人则不认同该观点，认为画的人物有项光，人物是菩萨像和四臂护法像等的佛教故事画而非人间故事画。朱成林则从关于古时女子的戴帽着装方面和相关木版画方面分析，认为该木版画并不是讲述传丝公主的故事。
除此之外，从丹丹乌里克出土的《鼠神图》、《龙女图》等木板画现均藏于大英博物馆。

#### 诃利帝壁画

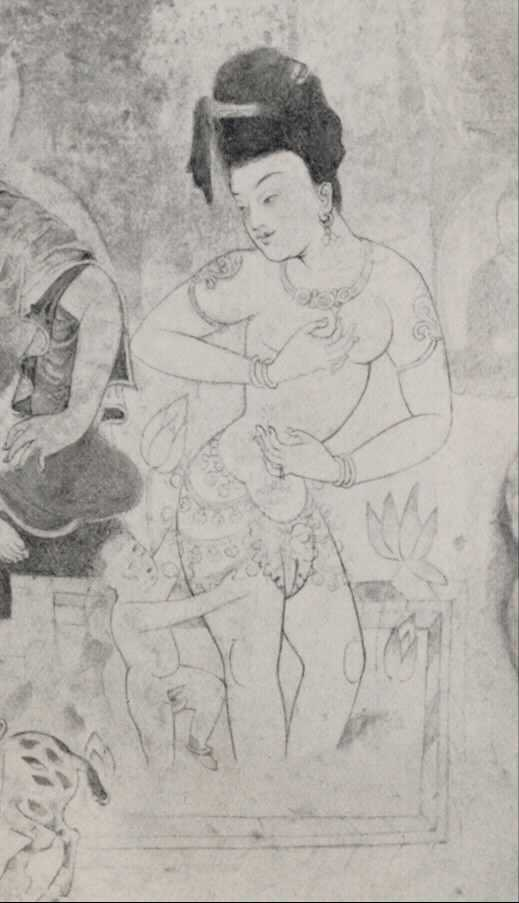
诃利帝壁画

同是斯坦因的考察，在2号殿发现站在有荷花的水池的成年女子形象的壁画。对于其身份有过若干种猜疑，包括维纳斯、诃利帝等。1992年，Banerjee认为其是诃利帝得到了一些学者的认同。2015年，洛克什·钱德拉等学者通过对诸如《佛母大金耀孔雀明王经》等佛教经典的分析，确定了其为诃利帝。同年，李翎通过《南海寄归内法传》解读了丹丹乌里克遗址的壁画，同样认为其为诃利帝。
除此之外，关于壁画的技术，日本学者安藤佳香认为丹丹乌里克遗址的壁画技术因是日本 “法隆寺金堂旧壁画 ”的 “铁线描”技法的源头。